# Castanospora
Castanospora es un género con tres especies de plantas de flores perteneciente a la familia Sapindaceae. 

## Especies seleccionadas
- Castanospora alphandi
- Castanospora alphandii
- Castanospora longistipitata